# Cerco de Cananor (1507)
O Cerco de Cananor (1507) durou quatro meses, entre abril e agosto de 1507, quando as tropas locais (o Kōlattiri, Raja de Cananor), ajudado pelo Samorim de Calecute e Árabes, sitiaram a guarnição Portuguesa no Forte de Santo Ângelo de Cananor, no atual Estado indiano de Querala. Seguiu-se à Batalha de Cananor (1506), quando o Samorim havia sido derrotado pelos Portugueses.

## Antecedentes
No início de 1501, após abertas as hostilidades entre o enviado Português Pedro Alvares Cabral e o Samorim de Calecute, o Kōlattiri Raja de Cananor convidou os Portugueses para comercializar no mercado de especiarias de Cananor. Tratados foram assinados, uma pequena feitoria foi instalada em 1502, defendida por uma pequena paliçada. Em 1505, D. Francisco de Almeida, o primeiro vice-rei indicado pelos Portugueses para o recém-criado Estado da Índia, assegurando permissão para erigir em pedra o forte de Santo Ângelo em Cananor. A guarnição da fortaleza foi composta por cerca de 150 homens, sob comando de D. Lourenço de Brito
O velho Kolathiri Raja que tinha prosseguido energicamente a aliança com os Portugueses morreu em algum momento de 1506. Como a sucessão foi contestada, o Samorim, como suserano formal da costa Kerala, nomeou um árbitro para classificar os candidatos. O novo Kolathiri Raja de Cannanore era menos inclinado aos Portugueses.
As hostilidades deve-se em grande parte devido ao afundamento pelos Portugueses de um navio indiano, matando a tripulação, costurando-os em velas e jogados ao mar, com o fundamento de que eles não estavam carregando um Cartaz, passes que os Portugueses obrigaram todos navios da região a usar. Esses passes tinham de ser assinados pelo comandante do Cochim ou Cananor. A população do estado adjacente de Kōlattunād  estava muito irritada por este evento, e pediu ao seu governante, o Kōlattiri, para atacar os Portugueses.

## O cerco
O cerco teve início a 27 de Abril de 1507, e duraria quatro meses.
O Kōlathiri dispunha de 40,000 Nāyars atacando a posição. O Samorim havia fornecido 21 peças de artilharia e 20,000 auxiliares ao soberano de Cananor.
O poder de fogo da guarnição sob o comando de Lourenço de Brito permitiu que repelisse ataques massivos envolvendo milhares de homens. O cerco logo entrou num impasse, com as trincheiras malabares protegidas do fogo da artilharia portuguesa por paredes de fardos de algodão, e os portugueses a ser forçados à fome. O relatório detalhado de Fernão Lopes de Castanheda indica que foram surpreendidos - e salvos - por uma onda de lagostas que deu à costa a 15 de Agosto. Um grande ataque antes do festival de Onam quase superou os defensores, mas acabou por ser repelido. No entanto, uma grande parte da guarnição ficou ferida durante a ação.
A guarnição portuguesa esteve prestes a ser dominada, quando a 27 de Agosto apareceu uma esquadra de 11 navios sob o comando de Tristão da Cunha, a 8.ª Armada, proveniente de Socotorá.  A esquadra desembarcou 300 soldados Portugueses, forçando o levantamento do sítio e, assim, aliviando a fortaleza.
A paz foi negociada entre os Portugueses e o Kōlattiri Raja, confirmando a presença contínua dos Portugueses em Cananor e o retomar do seu acesso aos mercados de especiarias. Estes eventos seriam seguidos pela derrota dos Portugueses na Batalha de Chaul em 1508, e logo a seguir pela vitória dos Portugueses na Batalha Naval de Diu de 1509 que daria o domínio aos Portugueses e Europeus do Oceano Índico.
- Este artigo foi inicialmente traduzido, total ou parcialmente, do artigo da Wikipédia em inglês cujo título é «Siege of Cannanore (1507)».